# Hassan Brijany
Hassan Brijany (* 12. April 1961 im Iran; † 23. Juli 2020) war ein iranisch-schwedischer Schauspieler.

## Leben
Hassan Brijany wuchs in Nordiran am Kaspischen Meer auf. Ursprünglich sollte er Chirurg werden und entschied sich gegen den Wunsch der Familie für ein Schauspielstudium. In Teheran absolvierte er eine Schauspielausbildung. Mitte der 1980er Jahre war durch die gesellschaftlichen Änderungen der Islamischen Revolution und dem Ersten Golfkrieg gezwungen das Land zu verlassen. Er emigrierte nach Schweden, wo er innerhalb weniger Monate die Sprache lernte und Arbeit als Übersetzer bei der Ausländerbehörde fand.
Ab Ende der 1980er widmete sich Brijany wieder der Schauspielerei und fand Anstellung als Theaterdarsteller am Angeredteatern in Göteborg. Nach vereinzelten Film- und Fernsehauftritten in den 1990er Jahren konnte er sich ab der Jahrtausendwende als Filmschauspieler etablieren, wobei er mit dem 2007 veröffentlichten und von Daniel Wallentin inszenierten Literaturverfilmung Ett öga rött seinen größten Erfolg feierte. Der Film basiert auf dem gleichnamigen Roman von Jonas Hassen Khemiri und Brijany wurde ein Jahr später für seine Darstellung von Halims Vater mit dem nationalen Filmpreis Guldbagge als Bester Nebendarsteller ausgezeichnet.
Am 23. Juli 2020 starb Brijany im Alter von 59 Jahren während der COVID-19-Pandemie in Schweden an den Folgen einer SARS-CoV-2-Infektion.

## Filmografie (Auswahl)
- 2002: Hus i helvete
- 2006: Baba’s Cars (Babas bilar)
- 2006: Detektivbüro LasseMaja (LasseMajas detektivbyrå, Fernsehserie, 18 Folgen)
- 2006: Exit
- 2007: Ett öga rött
- 2007: Kommissar Beck – Die neuen Fälle (Beck, Fernsehserie, eine Folge)
- 2007: Råttatouille (Stimme als Mustafa)
- 2007–2009: Hjälp!
- 2008: LasseMajas detektivbyrå - Kameleontens hämnd
- 2008: George
- 2010: Saltön
- 2012: Kontoret
- 2014. LasseMajas detektivbyrå – Stella Nostra
- 2017: Sveriges bästa svensk
- 2020: Sveriges bästa svensk, part 2